# Paul McMullen
Paul McMullen (* 19. Februar 1972 in Cadillac; † 4. März 2021) war ein US-amerikanischer Leichtathlet.

## Biografie
Paul McMullen schied bei den Olympischen Sommerspielen 1996 in Atlanta im Halbfinale des 1500-Meter-Laufs aus. Über die gleiche Distanz wurde er bei den Weltmeisterschaften 1995 und 2001 jeweils Zehnter. Nach den für McMullen erfolglosen Olympiatrials der Vereinigten Staaten für die Spiele 2004 beendete er seine Laufbahn.
2000 wurde er in die Drake Relays Hall of Fame und 2003 in die Athletic Hall of Fame von Eastern Michigan aufgenommen.
McMullen studierte an der Eastern Michigan University und machte 1995 dort seinen Abschluss. Von 2001 bis 2005 war McMullen für die United States Coast Guard tätig und arbeitete später als Life Safety Consultant für EPS Security.
Sein Bruder Phil war ebenfalls ein professioneller Leichtathlet, der als Zehnkämpfer an den Weltmeisterschaften 2001 teilnahm.
Im März 2021 starb McMullen bei einem Skiunfall. Er war verheiratet und hatte zwei Kinder.